# اريك لاو
اريك لاو (بالإنجليزية: Eric Lau)‏ هو موسيقي بريطاني، ولد في 10 نوفمبر 1981.

## وصلات خارجية
- الموقع الرسمي